# The Lyon's Den
The Lyon's Den è una serie televisiva statunitense in 13 episodi di cui sei trasmessi per la prima volta nel corso di una sola stagione nel 2003.
È una serie del genere giudiziario incentrata sulle vicende di alcuni avvocati di uno studio legale di Washington. Fu annullata dopo 5 episodi durante la prima televisiva sulla NBC per gli scarsi risultati di ascolto.

## Trama
Washington. L'avvocato Jack Turner viene nominato partner di un importante studio legale che cela alcuni oscuri segreti. Gran parte della trama è incentrata attorno alla politica interna dello studio, e sui tentativi di Turner di scoprire informazioni su alcune delle cospirazioni che ruotarono intorno ad esso, mentre difende alcuni clienti di alto profilo in casi diversi per ogni episodio.

## Personaggi e interpreti
- John 'Jack' Turner (13 episodi, 2003), interpretato da Rob Lowe.
- Daphne (9 episodi, 2003), interpretata da Perrey Reeves.
- Kathy Wolf (8 episodi, 2003), interpretata da Paula Newsome.
- Molly Packard (8 episodi, 2003), interpretata da Megahn Perry.
- Ariel Saxon (7 episodi, 2003), interpretata da Elizabeth Mitchell.
- Detective Nick Traub (7 episodi, 2003), interpretato da Robert Picardo.
- George Riley (6 episodi, 2003), interpretato da Matt Craven.
- Grant Rashton (6 episodi, 2003), interpretato da Kyle Chandler.
- Jeff Fineman (6 episodi, 2003), interpretato da David Krumholtz.
- Tim Jenkins (6 episodi, 2003), interpretato da Eric Brandon.
- Brit Hanley (5 episodi, 2003), interpretato da Frances Fisher.
- Charlie Yerrin (5 episodi, 2003), interpretato da Hank Harris.
- Terrance Christianson (4 episodi, 2003), interpretato da James Pickens Jr..
- Hal Malloy (4 episodi, 2003), interpretato da Cliff Robertson.
- Senatore Harlan M. Turner (4 episodi, 2003), interpretato da Rip Torn.
- Assistente procuratore distrettuale Linda Solis (3 episodi, 2003), interpretata da Roxann Dawson.
- Giudice Harriet Selner (3 episodi, 2003), interpretata da Joanna Lipari.
- Procuratore Monica Crane (3 episodi, 2003), interpretata da Kelli Williams.
- Gloria (2 episodi, 2003), interpretata da Krista Allen.
- Tara Barrington (2 episodi, 2003), interpretata da Jennifer Aspen.
- Mike Salerno (2 episodi, 2003), interpretato da David Bortolucci.
- Avvocato (2 episodi, 2003), interpretato da Dita de Leon.
- Procuratore Carl Green (2 episodi, 2003), interpretato da Matthew Glave.
- A.U.S.A. (2 episodi, 2003), interpretato da Gregg Henry.
- Cokie Porter (2 episodi, 2003), interpretato da Peter Story.
- Giudice Englund (2 episodi, 2003), interpretato da Arthur Taxier.
- Procuratore Emergloch (2 episodi), interpretato da Spencer Garrett.

## Produzione
La serie, ideata da Remi Aubuchon, fu prodotta da 20th Century Fox Television, Baby Owl Productions e Brad Grey Television e girata negli studios della 20th Century Fox a Century City e a Los Angeles in California. Le musiche furono composte da W.G. Snuffy Walden.

### Registi
Tra i registi sono accreditati:
- Timothy Busfield
- Rod Holcomb
- Jessica Yu
- Peter O'Fallon
- Daniel Sackheim
- Jack Bender
- Paul Michael Glaser
- Elodie Keene
- Peter Levin
- Vincent Misiano
- Paul Shapiro

### Sceneggiatori
Tra gli sceneggiatori sono accreditati:
- Alfredo Barrios Jr. in tre episodi (2003)
- Jon Cowan in due episodi (2003)
- Robert L. Rovner in due episodi (2003)
- Remi Aubuchon in due episodi)
- Katie Botel in due episodi)

## Distribuzione
La serie fu trasmessa negli Stati Uniti dal 28 settembre 2003 al 30 novembre 2003 sulla rete televisiva NBC.
Alcune delle uscite internazionali sono state:
- negli Stati Uniti il 28 settembre 2003 (The Lyon's Den)
- in Finlandia il 17 marzo 2004 (Lain luola)
- in Argentina il 5 aprile 2004 (The Lyon's Den)
- nei Paesi Bassi il 21 giugno 2004
- in Norvegia (I løvens hule)
- in Francia (The Lyon's Den)
- in Grecia (The Lyon's Den)

## Episodi
| Stagione       | Episodi | Prima TV USA |
| -------------- | ------- | ------------ |
| Prima stagione | 13      | 2003         |